# Andretti Global

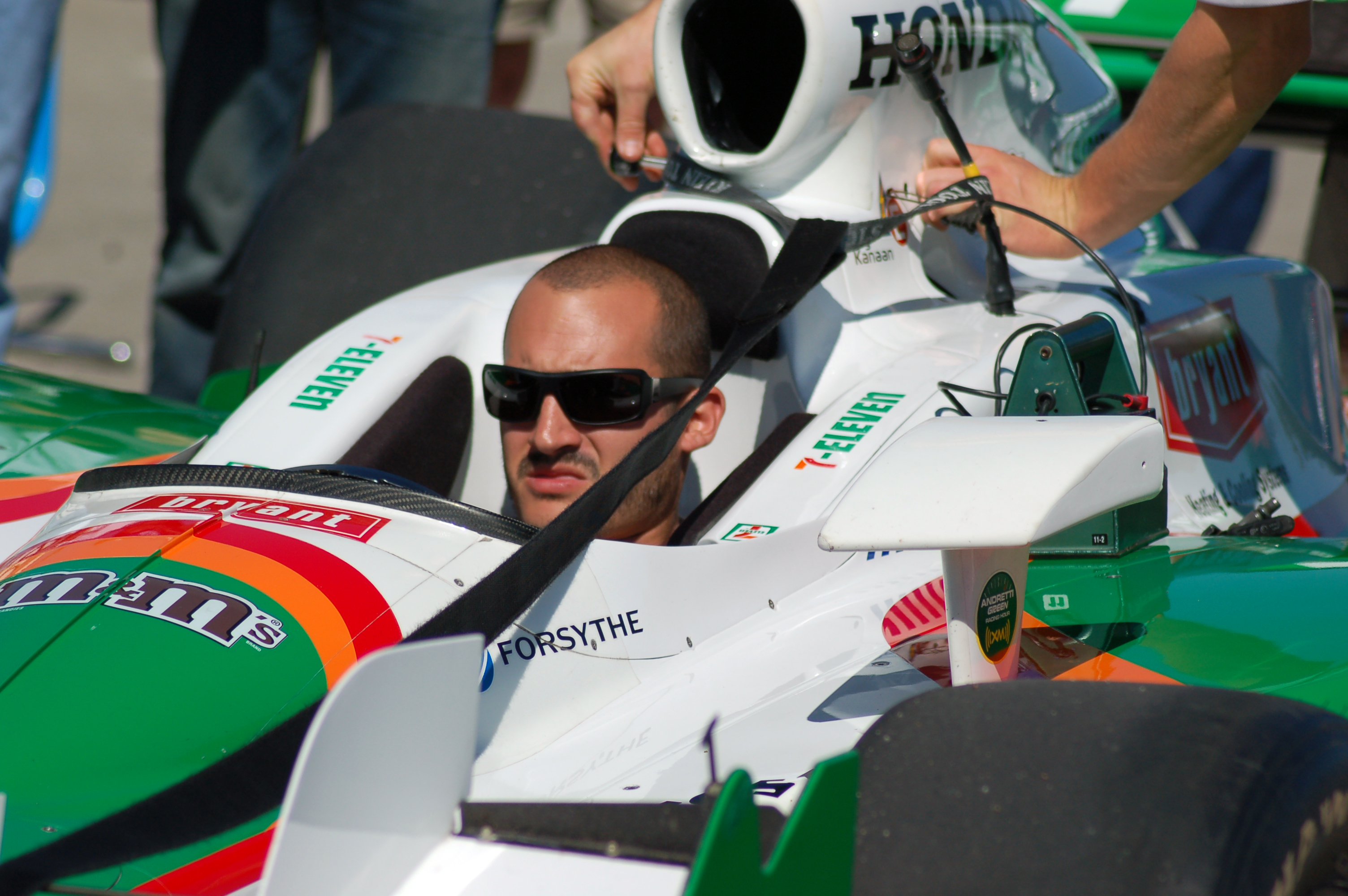
Tony Kanaan durante una prueba en Barber Motorsports Park luego de la temporada 2007.

Andretti Global (anteriormente Team Green, Andretti Green Racing y Andretti Autosport) es un equipo estadounidense de automovilismo que compite en IndyCar Series, Indy Lights, Fórmula E, entre otras. El equipo también tiene una participación del 37,5% en el equipo Walkinshaw Andretti United del Supercars Championship. Está dirigido y es propiedad del campeón de la serie CART, Michael Andretti.
Fue fundado en el año 1993 por Barry Green y Gerry Forsythe, pero Michael Andretti es dueño del equipo desde 2005. Ha conseguido cuatro campeonatos de IndyCar con Tony Kanaan, Dan Wheldon, Dario Franchitti y Ryan Hunter-Reay; y cinco victorias en las 500 Millas de Indianápolis con Kanaan, Wheldon, Hunter-Reay, Alexander Rossi y Takuma Satō.
En 2022 la escudería presentó su candidatura a la FIA para entrar en la Fórmula 1 en 2024, siendo rechazada por esta, y nuevamente presentada para 2026 junto a Cadillac.

## Monoplazas estadounidenses

### Primeros años

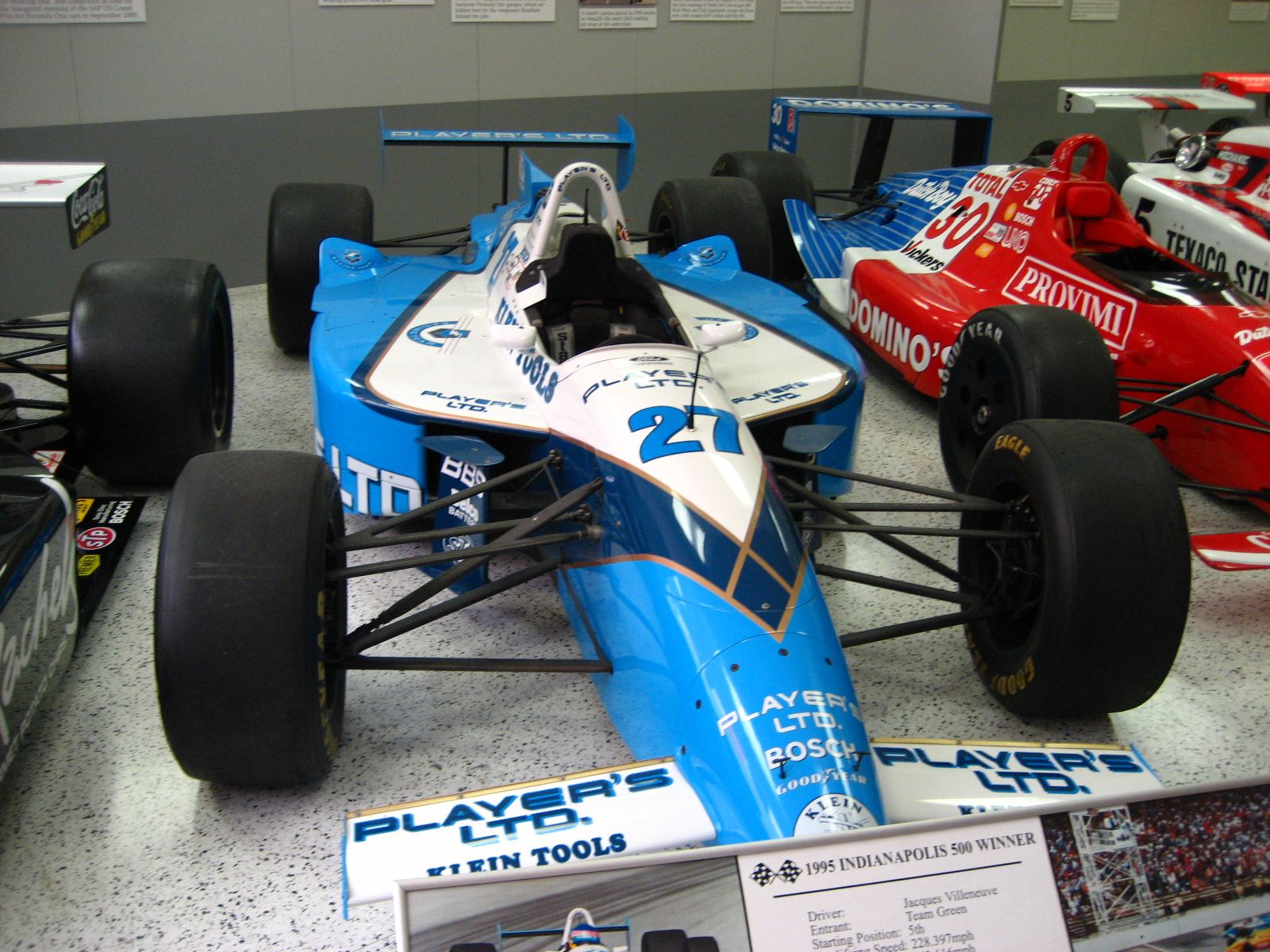
Jacques Villeneuve fue campeón de la serie CART y la Indy 500 en la asociación Forsythe/Green Racing.

El equipo debutó en la Fórmula Atlantic con el nombre Forsythe Green Racing. Sus pilotos, Claude Bourbonnais y Jacques Villeneuve, concluyeron la temporada en segundo y tercer lugar respectivamente. Forsythe se retiró de la escuadra al año siguiente, y el equipo pasó a denominarse Team Green.
Green debutó en la CART en 1994, utilizando chasis Reynard y motores Ford. Villeneuve logró una victoria en Road America, un sexto puesto general y el título de Novato del Año. Al año siguiente, el canadiense resultó campeón con victorias en Miami, las 500 Millas de Indianápolis, Road America y Cleveland.
Con Villeneuve rumbo a la Fórmula 1 para la temporada 1996, Green contrató al brasileño Raul Boesel. Llegó séptimo en dos fechas, finalizó fuera de los puntos en otras dos y abandonó en las restantes, con lo cual quedó 22.º en la tabla final.
Para 1997, Green pasó a utilizar motores Honda, y fichó al estadounidense Parker Johnstone, quien puntuó en cinco carreras y acabó 16.º en el campeonato.

### Franchitti y Tracy
En 1998, Green pasó a competir con dos pilotos: el británico Dario Franchitti, expiloto oficial de Mercedes-Benz en el Deutsche Tourenwagen Meisterschaft; y el canadiense Paul Tracy, con larga experiencia en la CART. El primero logró tres victorias (Road America, Vancouver y Houston) y finalizó la temporada en tercera colocación, en tanto que el segundo finalizó el año 13.º con tres quintos puestos como mejores resultados en carrera. Franchitti perdió el título 1999 a manos de Juan Pablo Montoya, al haber empatado en puntos pero haber cosechado tres victorias (Toronto, Detroit y Surfers Paradise) contra siete del colombiano. Por su parte, Tracy fue tercero con dos victorias en Milwaukee y Houston, pese a haber sido sancionado con no participar de la primera fecha.
En la temporada 2000, Tracy logró tres victorias (Long Beach, Road América y Vancouver) y concluyó en el quinto puesto, en tanto que Franchitti tuvo un mal año y quedó 13.º con cuatro podios pero ningún triunfo.
En 2001 y 2002, el veterano piloto estadounidense Michael Andretti compitió en la CART por el equipo Team Motorola, comandado por Kim Green (hermano de Barry) aunque con una estructura compartida con Team Green. Andretti fue tercero en 2001 con una victoria en Toronto, a la vez que el británico triunfó por única vez en Cleveland y finalizó séptimo, y el canadiense logró dos terceros puestos y quedó 14.º.
En la temporada 2002 de la CART, los tres pilotos cambiaron de chasis Reynard a Lola en las primeras carreras, manteniendo los motores Honda. Franchitti fue quinto con victorias en Vancouver, Montreal y Rockingham; Andretti fue 9.º con un triunfo en Long Beach, y Tracy 11.º con una conquista en Milwaukee.

### IndyCar y expansión
Michael Andretti disputó las 500 Millas de Indianápolis de 2001 con Green, acabando tercero al volante de un Dallara Oldsmobile. En 2002, los tres pilotos de Green participaron en las 500 Millas de Indianápolis con un Dallara Chevrolet. Tracy finalizó segundo, Andretti llegó séptimo, y Franchitti culminó 19.º.
Tras la crisis económica que afectó a la CART, Michael Andretti compró el equipo, lo renombró a Andretti Green Racing y lo trasladó a la categoría IndyCar Series para 2003, utilizando chasis Dallara y motores Honda. Tracy dejó el equipo, Franchitti se mantuvo y se sumó el brasileño Tony Kanaan. El británico se lesionó previo a la tercera fecha, lo que lo dejó fuera del campeonato. Fue sustituido por Dan Wheldon, pero este se mantuvo en el equipo toda la temporada después de que Andretti se retirara oficialmente de la competición tras cuatro fechas. En sustitución de Franchitti entró el experimentado Bryan Herta. Kanaan fue cuarto con una victoria en Phoenix; Wheldon fue 11.º y Novato del Año; y Herta quedó 13.º con un triunfo en Kansas.
Green presentó cuatro automóviles en 2004, ya que un recuperado Franchitti volvió junto a Kanaan, Wheldon y Herta. El equipo se consolidó como gran fuerza de la categoría: Kanaan fue campeón, Wheldon subcampeón, Franchitti sexto y Herta noveno, cosechando entre todos 8 victorias en 16 fechas. Al año siguiente, fue Wheldon quien se coronó campeón frente a Kanaan, a la vez que Franchitti fue cuarto y Herta octavo; Green se llevó 11 de las 17 carreras del certamen.
En 2006, Wheldon pasó al equipo Chip Ganassi Racing. Este y Penske Racing dominaron la categoría, conquistando las cuatro primeras colocaciones en la tabla final. De los pilotos regulares de Green, Kanaan fue sexto con una victoria, Marco Andretti (hijo de Michael) fue séptimo con un triunfo en Sears Point, Franchitti fue octavo, y Herta 11.º.

Herta se retiró al finalizar la temporada 2006, y fue reemplazado por Danica Patrick para 2007. Franchitti quitó el título de las manos de Scott Dixon a media vuelta de concluir la última carrera del año, cuando el neozelandés se quedó sin combustible y finalizó segundo tras su perseguidor. Kanaan fue tercero con cinco triunfos (uno más que el campeón); Patrick fue séptima con un segundo lugar en Detroit y dos terceras colocaciones; y Andretti fue 11.º con dos segundos puestos en Iowa y Míchigan.

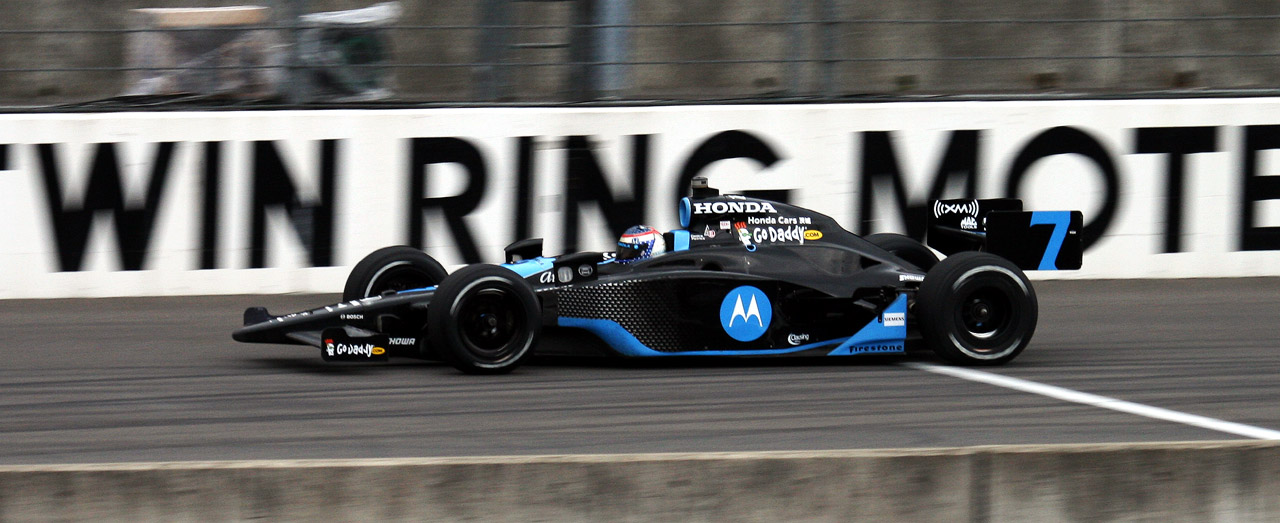
Danica Patrick a poco de ganar la Indy Japan 300 de 2008.

Franchitti fue reemplazado por el japonés Hideki Mutoh para la temporada 2008. Kanaan quedó tercero con una victoria en Richmond; Patrick fue sexta con una victoria en Motegi (la primera de una mujer en una categoría de monoplazas de primer nivel de Estados Unidos); Andretti fue séptimo con un segundo puesto y tres terceras colocaciones; y Mutoh se coronó Novato del Año con un segundo puesto. Los mismos cuatro pilotos permanecieron en el equipo para 2009; Patrick fue quinta por delante de todos los pilotos que no pilotaron por Ganassi ni Penske, Kanaan fue sexto, Andretti fue octavo y Mutoh 12.º, totalizando cinco podios pero ninguna victoria.
El equipo fue renombrado a Andretti Autosport para la temporada 2010, a la vez que Mutoh fue reemplazado por Ryan Hunter-Reay y Adam Carroll fue contratado para dos fechas. Kanaan y Hunter-Reay ganaron una carrera cada uno, a la vez que Andretti llegó tercero en tres oportunidades y Patrick segunda dos veces. Así, ellos quedaron sexto, séptimo, octavo y décima respectivamente en el campeonato.
En 2011, Kanaan dejó el equipo y Mike Conway tomó su lugar. Él, Hunter-Reay y Andretti lograron una victoria cada uno. En las 500 Millas de Indianápolis, Conway y Hunter-Reay no clasificaron a la carrera, y el equipo optó por acordar con Foyt que Hunter-Reay tomara la butaca de Bruno Junqueira, quien sí había clasificado. Hunter-Reay terminó el año séptimo, Andretti octavo, Patrick décima y Conway 17.º.
Para la temporada 2012, Andretti adoptó motores Chevrolet. Conway cambió de equipo y Patrick se retiró de la IndyCar para continuar su carrera en la NASCAR. Dan Wheldon había sido contratado para pilotar el automóvil patrocinado por GoDaddy, pero tuvo un accidente fatal en la fecha final de 2011, por lo que finalmente James Hinchcliffe consiguió la butaca. Hunter-Reay venció en tres carreras y obtuvo el campeonato con un margen de tres puntos, Hinchcliffe finalizó séptimo y Andretti quedó 16.º. Sebastián Saavedra y Ana Beatriz Figueiredo corrieron en Indianápolis para Andretti; el colombiano también compitió en dos fechas más y la brasileña en una.
Al año siguiente, Andretti incorporó a sus filas a Ernesto Viso. El caraqueño, que además corrió para KV Racing Technology y HVM Racing para la categoría, compitió a cargo del vehículo n.º 5 bajo el patrocinio de la petrolera PDVSA. Andretti resultó quinto en el campeonato, obteniendo con seis top 5 en 19 carreras. En tanto, Hunter-Reay fue séptimo con dos victorias y seis podios, a la vez que Hinchcliffe fue octavo con tres victorias y seis top 5. Viso terminó 15.º con dos top 5.

### Años recientes
Para 2014, Andretti volvió a utilizar motores Honda. Anunció la promoción de Carlos Muñoz, para competir junto a Ryan Hunter-Reay, James Hinchcliffe y Marco Andretti. Hunter-Reay logró tres victorias, destacándose las 500 Millas de Indianápolis, y obtuvo seis podios en 18 carreras, y acabó sexto en el campeonato. Por su parte, Muñoz resultó octavo como Novato del Año, logrando cinco top 5. Andretti fue noveno con dos podios, y Hinchcliffe fue 12.º con cuatro top 5.
Andretti no retuvo a Hinchcliffe ni Viso para la temporada 2015 de la IndyCar, y redujo su estructura a tres automóviles para la mayoría de las carreras. Hunter-Reay consiguió dos victorias y un segundo puesto y siete top 5 en 16 carreras, lo que le bastó para colocarse sexto en el campeonato. Marco Andretti consiguió dos podios y cuatro top 5, por lo que finalizó noveno. Muñoz logró su primer triunfo en IndyCar y dos quintos puestos, de modo que terminó 13.º.
En tanto, Simona de Silvestro disputó tres fechas para Andretti, consiguiendo un cuarto puesto. Por su parte, Justin Wilson disputó seis fechas, resultando segundo en una de ellas. En la penúltima carrera en Pocono fue golpeado una pieza de carrocería proveniente de otro automóvil chocado, lo que provocó su muerte. Oriol Servià corrió la fecha final en Sonoma en su honor.

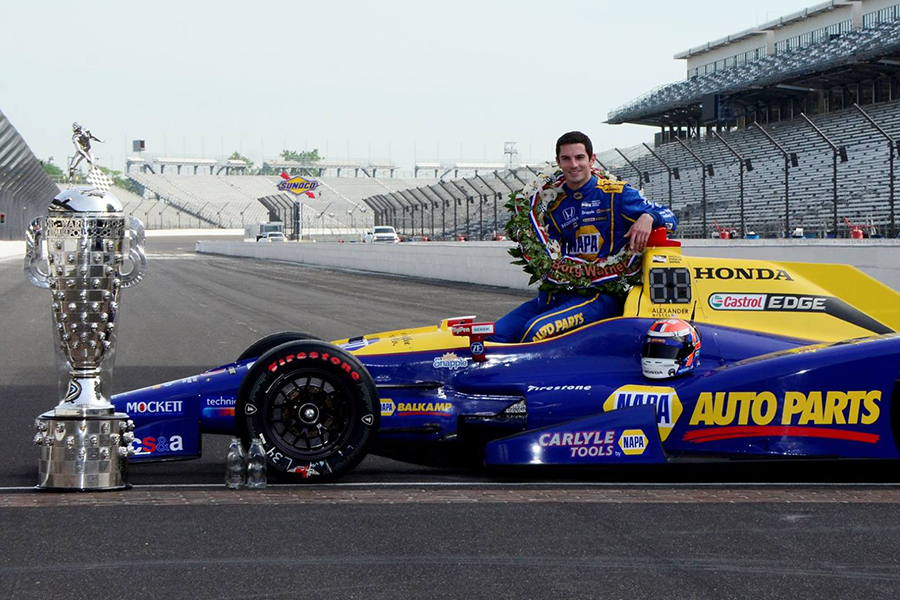
Alexander Rossi tras ganar la Indy 500 de 2016.

En 2016, el rookie Alexander Rossi ganó las 500 Millas de Indianápolis con el equipo Andretti Herta Autosport. Muñoz finalizó segundo en las 500 Millas de Indianápolis y terminó décimo en el campeonato. Hunter-Reay se colocó 12.º con tres podios, y Marco Andretti quedó relegado al 16.º puesto.
En 2017, Takuma Satō llegó al equipo al remplazar a Muñoz. El japonés ganó las 500 Millas de Indianápolis, mientras que Alexander Rossi fue el mejor clasificado en el campeonato al quedar séptimo. En esa carrera en Indianápolis, McLaren y Fernando Alonso participaron en asociación con Andretti. Al finalizar la temporada, Satō se marchó a Rahal Letterman Lanigan Racing y fue sustituido por Zach Veach.
Esta temporada, Rossi fue el principal rival de Scott Dixon en el campeonato de pilotos, pero finalmente quedó segundo. Dos puestos por detrás quedó Hunter-Reay. Ambos lograron las cinco victorias del equipo ese año. En 2019, Rossi fue el único piloto del equipo en ganar y terminó tercero en el clasificador final.
En 2020, nació el equipo Andretti Harding Steinbrenner Autosport tras la asociación entre Andretti y Harding Steinbrenner, que sumó un monoplaza al equipo para Colton Herta, quien ese año logró la única victoria del equipo y finalizó tercero en el campeonato. Al año siguiente, Marco Andretti dejó de competir a tiempo completo en la IndyCar para dedicarse únicamente a la Indy 500. James Hinchcliffe, quien había disputado algunas carreras con el equipo en la temporada anterior, disputó la temporada 2021 completa. Con tres victorias, Herta fue nuevamente el mejor clasificado del equipo (quinto).

### Road to Indy
El equipo Andretti Autosport se ha destacado exitosamente en la Indy Lights. Wade Cunningham fue tercero en 2007; Raphael Matos fue campeón y Arie Luyendyk Jr. fue cuarto en 2008; J. R. Hildebrand fue campeón y Sebastián Saavedra fue tercero en 2009; y Martin Plowman y Charlie Kimball fueron tercero y cuarto en 2010. En 2011, Stefan Wilson resultó tercero y Peter Dempsey décimo. En 2012, Saavedra finalizó cuarto y Carlos Muñoz quinto.
Andretti comenzó a competir en la USF2000 en su debut en 2010. Sage Karam fue campeón en 2010: Zach Veach fue quinto ese año y cuarto en 2011: y Spencer Pigot fue subcampeón en 2011. En 2012, Shelby Blackstock y Thomas McGregor resultaron octavo y noveno respectivamente.
Andretti ingresó a la Star Mazda en 2011, donde Sage Karam fue quinto en 2011 y tercero en 2012, y Zach Beach fue décimo en 2012.

## Otros campeonatos

### A1 Grand Prix
El equipo estadounidense de A1 Grand Prix pasó a funcionar en la temporada 2008/09 con la estructura de Andretti Green Racing. Charlie Kimball disputó la primera fecha; J. R. Hildebrand lo hizo en la última y Marco Andretti en las restantes. Fianlizó 11.º con un tercer puesto en la carrera larga de Sepang y un cuarto puesto en la carrera corta de Brands Hatch como mejores resultados.

### American Le Mans Series
En 2007, la marca japonesa Acura entró como equipo oficial a la división LMP2 de la American Le Mans Series, con la estructura de Andretti Green Racing. Tras lograr un segundo puesto en las 12 Horas de Sebring y vencer en su categoría, Green quedó quinto en la tabla de equipos. Al año siguiente, Green logró un cuarto puesto general con dos victorias, incluyendo una global en Detroit.

### Fórmula E
Andretti compite desde la temporada inaugural de la Fórmula E como equipo. Entre 2018 y 2021 compitieron junto a BMW i, la sección de automóviles eléctricos de BMW.
Cuenta en su palmarés el Mundial de Pilotos con Jake Dennis en 2022-23.

### Supercars Championship
Walkinshaw Andretti United es un equipo australiano de automovilismo con sede en Melbourne. El equipo actualmente cuenta con dos Holden ZB Commodore en el Supercars Championship, junto con un Porsche 911 GT3-R en el Campeonato Australiano de GT. Desde 2018 el equipo lleva el nombre actual, ya que Andretti Autosport y United Autosports se convirtieron en accionistas, con el 37,5% y el 25% de accionistas respectivamente.

### Rallycross
En 2014, Andretti se incorporó al Campeonato Global de Rallycross como equipo oficial de Volkswagen, fichando como pilotos a Tanner Foust y Scott Speed. Este último ganó tres títulos consecutivos entre 2015 y 2017. En 2018, el Americas Rallycross Championship remplazó al Global Rallycross y duró dos temporadas. Foust ganó la primera y Speed la última.

### Extreme E
El equipo Andretti United compite en la serie Extreme E de automóviles todoterreno eléctricos, con los pilotos Catie Munnings y Timmy Hansen.

### Fórmula 1
El 18 de febrero de 2022, Mario Andretti anunció que su hijo Michael presentó una solicitud ante la FIA, el organismo rector de la Fórmula 1, para ingresar al gran circo en la temporada 2024 como decimoprimer equipo de la parrilla. El 5 de enero de 2023, Andretti Global hizo oficial una alianza con General Motors bajo su marca Cadillac, respaldando los esfuerzos de Michael Andretti por presentar un equipo estadounidense de dos monoplazas que tiene el apoyo financiero de Gainbridge. El equipo giraría en torno al piloto Colton Herta, un californiano que en octubre pasado firmó una extensión con Andretti hasta 2027.

## Resultados

### Indy Car World Series/CART
(Clave) (negrita indica pole position) (cursiva indica vuelta rápida)

| Año  | Chasis                  | Motor          | Neu. | Pilotos                | N.º | 1   | 2   | 3   | 4    | 5   | 6    | 7   | 8   | 9   | 10  | 11  | 12  | 13  | 14  | 15  | 16  | 17  | 18  | 19  | 20  | 21  | Pos. | Puntos |
| ---- | ----------------------- | -------------- | ---- | ---------------------- | --- | --- | --- | --- | ---- | --- | ---- | --- | --- | --- | --- | --- | --- | --- | --- | --- | --- | --- | --- | --- | --- | --- | ---- | ------ |
| 1994 |                         |                |      |                        |     | SFR | PHX | LBH | INDY | MIL | DET  | POR | CLE | TOR | MCH | MDO | NHA | VAN | ROA | NAZ | LAG |     |     |     |     |     |      |        |
| 1994 | Reynard 94i             | Ford XB V8t    | G    | Jacques Villeneuve (R) | 12  | 17  | 25  | 15  | 2    | 9   | 7    | 6   | 4   | 9   | 20  | 9   | 26  | 24  | 1   | 7   | 3   |     |     |     |     |     | 6.º  | 94     |
| 1995 |                         |                |      |                        |     | MIA | SFR | PHX | LBH  | NAZ | INDY | MIL | DET | POR | ROA | TOR | CLE | MCH | MDO | NHA | VAN | LAG |     |     |     |     |      |        |
| 1995 | Reynard 95i             | Ford XB V8t    | G    | Jacques Villeneuve     | 27  | 1   | 20  | 5   | 25   | 2*  | 1    | 6   | 9   | 20  | 1*  | 3   | 1   | 10  | 3   | 4   | 12  | 11  |     |     |     |     | 1.º  | 172    |
| 1996 |                         |                |      |                        |     | MIA | RIO | SFR | LBH  | NAZ | 500  | MIL | DET | POR | CLE | TOR | MCH | MDO | ROA | VAN | LAG |     |     |     |     |     |      |        |
| 1996 | Reynard 96i             | Ford XD V8t    | G    | Raul Boesel            | 1   | 14  | 7   | 13  | 16   | 21  | 24   | 26  | 8   | 28  | 26  | 24  | 7   | 22  | 14  | 23  | 20  |     |     |     |     |     | 22.º | 17     |
| 1997 |                         |                |      |                        |     | MIA | SFR | LBH | NAZ  | RIO | GAT  | MIL | DET | POR | CLE | TOR | MCH | MDO | ROA | VAN | LAG | FON |     |     |     |     |      |        |
| 1997 | Reynard 97i             | Honda HRR V8t  | F    | Parker Johnstone       | 27  | 8   | 21  | 5   | 17   | 12  | 7    | 25  | 20  | 9   | 10  | 12  | 25  | 12  | 23  | 11  | 12  | 11  |     |     |     |     | 16.º | 36     |
| 1998 |                         |                |      |                        |     | MIA | MOT | LBH | NAZ  | RIO | GAT  | MIL | DET | POR | CLE | TOR | MCH | MDO | ROA | VAN | LAG | HOU | SFR | FON |     |     |      |        |
| 1998 | Reynard 98i             | Honda HRK V8t  | F    | Paul Tracy             | 26  | 27  | 5   | 25  | 5    | 25  | 26   | 7   | 7   | 28  | 19  | 14  | 9   | 5   | 6   | 11  | 8   | 20  | 23  | 14  |     |     | 13.º | 61     |
| 1998 | Reynard 98i             | Honda HRK V8t  | F    | Dario Franchitti       | 27  | 9   | 8   | 2   | 21   | 19  | 27   | 4   | 4   | 21  | 3   | 20* | 21  | 26  | 1*  | 1*  | 4   | 1*  | 2   | 22  |     |     | 3.º  | 160    |
| 1999 |                         |                |      |                        |     | MIA | MOT | LBH | NAZ  | RIO | GAT  | MIL | POR | CLE | ROA | TOR | MCH | DET | MDO | CHI | VAN | LAG | HOU | SRF | FON |     |      |        |
| 1999 | Reynard 99i             | Honda HRS V8t  | F    | Raul Boesel            | 26  | 27  |     |     |      |     |      |     |     |     |     |     |     |     |     |     |     |     |     |     |     |     | 32.º | 1      |
| 1999 | Reynard 99i             | Honda HRS V8t  | F    | Paul Tracy             | 26  |     | 11  | 21  | 3    | 15  | 19   | 1   | 5   | 4   | 11  | 2   | 3   | 2   | 2   | 23  | 18  | 4   | 1*  | 7   | 18  |     | 3.º  | 161    |
| 1999 | Reynard 99i             | Honda HRS V8t  | F    | Dario Franchitti       | 27  | 3   | 22  | 2   | 8    | 2   | 3    | 7   | 3   | 25  | 18  | 1*  | 5   | 1   | 3*  | 2   | 10  | 25  | 2   | 1*  | 10  |     | 2.º  | 212    |
| 2000 |                         |                |      |                        |     | MIA | LBH | RIO | MOT  | NAZ | MIL  | DET | POR | CLE | TOR | MCH | CHI | MDO | ROA | VAN | LAG | GAT | HOU | SRF | FON |     |      |        |
| 2000 | Reynard 2Ki             | Honda HR-0 V8t | F    | Paul Tracy             | 26  | 3   | 1   | 3   | 6    | 10  | 15   | 20  | 18  | 19  | 3   | 7   | 19  | 16  | 1   | 1   | 11  | 18  | 4   | 17  | 24  |     | 5.º  | 134    |
| 2000 | Reynard 2Ki             | Honda HR-0 V8t | F    | Dario Franchitti       | 27  | 11  | 23  | 11  | 2    | 23  | 6    | 4   | 9   | 13  | 25  | 3   | 20  | 22  | 12  | 2*  | 3   | 24  | 25  | 25  | 23  |     | 13.º | 92     |
| 2001 |                         |                |      |                        |     | MTY | LBH | TEX | NAZ  | MOT | MIL  | DET | POR | CLE | TOR | MCH | CHI | MDO | ROA | VAN | LAU | ROC | HOU | LAG | SRF | FON |      |        |
| 2001 | Reynard 01i             | Honda HR-1 V8t | F    | Paul Tracy             | 26  | 3   | 4   | C   | 3    | 18  | 24   | 14  | 21  | 24  | 6   | 7   | 12  | 4   | 26  | 26  | 10  | 6   | 24  | 18  | 14  | 24  | 14.º | 73     |
| 2001 | Reynard 01i             | Honda HR-1 V8t | F    | Dario Franchitti       | 27  | 9   | 6   | C   | 8    | 17  | 9    | 2   | 6   | 1   | 24  | 2   | 15  | 16  | 19  | 9   | 25  | 9   | 2   | 19  | 23  | 23  | 7.º  | 105    |
| 2001 | Reynard 01i             | Honda HR-1 V8t | F    | Michael Andretti       | 39  | 4   | 28  | C   | 6    | 23  | 2    | 4   | 8   | 15  | 1   | 19  | 24  | 26  | 2   | 3   | 4   | 5   | 21  | 14  | 2   | 7   | 3.º  | 147    |
| 2002 |                         |                |      |                        |     | MTY | LBH | MOT | MIL  | LAG | POR  | CHI | TOR | CLE | VAN | MDO | ROA | MTL | DEN | ROC | MIA | SFR | FON | MEX |     |     |      |        |
| 2002 | Reynard 02i Lola B02/00 | Honda HR-2 V8t | B    | Paul Tracy             | 26  | 8   | 7   | 19  | 1*   | 17  | 17   | 9   | 16  | 3   | 2*  | 18  | 13* | 4   | 8   | 19  | 12  | 3   | 17  | 16  |     |     | 11.º | 101    |
| 2002 | Reynard 02i Lola B02/00 | Honda HR-2 V8t | B    | Dario Franchitti       | 27  | 2   | 9   | 3   | 12   | 19  | 3    | 3   | 13  | 14  | 1   | 17  | 12  | 1*  | 18  | 1   | 10  | 7   | 10  | 5   |     |     | 4.º  | 148    |
| 2002 | Reynard 02i Lola B02/00 | Honda HR-2 V8t | B    | Michael Andretti       | 39  | 12  | 1*  | 16  | 7    | 11  | 9    | 15  | 11  | 2   | 6   | 3   | 10  | 8   | 13  | 10  | 8   | 9   | 2   | 17  |     |     | 9.º  | 110    |

### Indy Racing League/IndyCar Series
(Clave) (negrita indica pole position) (cursiva indica vuelta rápida)

| Año  | Chasis        | Motor                 | Pilotos                                                       | N.º | 1   | 2   | 3   | 4    | 5    | 6    | 7    | 8   | 9   | 10  | 11  | 12   | 13   | 14  | 15  | 16  | 17  | 18  | 19  | Pos. | Puntos |
| ---- | ------------- | --------------------- | ------------------------------------------------------------- | --- | --- | --- | --- | ---- | ---- | ---- | ---- | --- | --- | --- | --- | ---- | ---- | --- | --- | --- | --- | --- | --- | ---- | ------ |
| 2001 |               |                       |                                                               |     | PHX | HMS | ATL | INDY | TXS  | PPIR | RIR  | KAN | NSH | KTY | GAT | CHI  | TXS  |     |     |     |     |     |     |      |        |
| 2001 | Dallara IR-01 | Oldsmobile Aurora V8  | Michael Andretti                                              | 39  |     |     |     | 3    |      |      |      |     |     |     |     |      |      |     |     |     |     |     |     | 34.º | 35     |
| 2002 |               |                       |                                                               |     | HMS | PHX | FON | NAZ  | INDY | TXS  | PPIR | RIR | KAN | NSH | MCH | KTY  | GAT  | CHI | TXS |     |     |     |     |      |        |
| 2002 | Dallara IR-02 | Chevrolet Indy V8     | Paul Tracy                                                    | 26  |     |     |     |      | 2    |      |      |     |     |     |     |      |      |     |     |     |     |     |     | 34.º | 40     |
| 2002 | Dallara IR-02 | Chevrolet Indy V8     | Dario Franchitti                                              | 27  |     |     |     |      | 19   |      |      |     |     |     |     |      |      |     |     |     |     |     |     | 44.º | 11     |
| 2002 | Dallara IR-02 | Chevrolet Indy V8     | Michael Andretti                                              | 39  |     |     |     |      | 7    |      |      |     |     |     |     |      |      |     |     |     |     |     |     | 38.º | 26     |
| 2003 |               |                       |                                                               |     | HMS | PHX | MOT | INDY | TXS  | PPIR | RIR  | KAN | NSH | MCH | GAT | KTY  | NAZ  | CHI | FON | TXS |     |     |     |      |        |
| 2003 | Dallara IR-03 | Honda HI3R V8         | Tony Kanaan                                                   | 11  | 4   | 1*  | 14* | 3    | 2    | 2    | 5    | 4   | 9*  | 16  | 2   | 6    | 18   | 6   | 3   | 14  |     |     |     | 4.º  | 476    |
| 2003 | Dallara IR-03 | Honda HI3R V8         | Michael Andretti                                              | 7   | 6   | 13  | 4   | 27   |      |      |      |     |     |     |     |      |      |     |     |     |     |     |     | 24.º | 80     |
| 2003 | Dallara IR-03 | Honda HI3R V8         | Dan Wheldon                                                   | 7   |     |     |     |      |      |      |      |     |     |     |     |      |      |     |     | 3   |     |     |     | 11.º | 312    |
| 2003 | Dallara IR-03 | Honda HI3R V8         | Dan Wheldon                                                   | 26  |     |     |     | 19   | 20   | 19   | 8    | 21  | 4   | 20  | 5   | 8    | 7    | 4   | 4   |     |     |     |     | 11.º | 312    |
| 2003 | Dallara IR-03 | Honda HI3R V8         | Dan Wheldon                                                   | 27  |     |     | 7   |      |      |      |      |     |     |     |     |      |      |     |     |     |     |     |     | 11.º | 312    |
| 2003 | Dallara IR-03 | Honda HI3R V8         | Dario Franchitti                                              | 27  | 7   | 16  |     |      |      | 4    |      |     |     |     |     |      |      |     |     |     |     |     |     | 25.º | 72     |
| 2003 | Dallara IR-03 | Honda HI3R V8         | Bryan Herta                                                   | 27  |     |     |     |      | 5    |      | 14   | 1   | 12  | 19  | 21  | 3    | 3    | 3   | 22  | 5   |     |     |     | 13.º | 277    |
| 2003 | Dallara IR-03 | Honda HI3R V8         | Robby Gordon                                                  | 27  |     |     |     | 22   |      |      |      |     |     |     |     |      |      |     |     |     |     |     |     | 33.º | 8      |
| 2004 |               |                       |                                                               |     | HMS | PHX | MOT | INDY | TXS  | RIR  | KAN  | NSH | MIL | MCH | KTY | PPIR | NAZ  | CHI | FON | TXS |     |     |     |      |        |
| 2004 | Dallara IR-04 | Honda HI4R V8         | Bryan Herta                                                   | 7   | 13  | 7   | 14  | 4    | 19   | 4    | 5    | 18  | 9   | 6   | 9   | 9    | 8    | 2   | 17  | 16  |     |     |     | 9.º  | 362    |
| 2004 | Dallara IR-04 | Honda HI4R V8         | Tony Kanaan                                                   | 11  | 8   | 1*  | 2   | 2    | 1*   | 5    | 3    | 1   | 4   | 2*  | 5*  | 5    | 2    | 3   | 2   | 2   |     |     |     | 1.º  | 618    |
| 2004 | Dallara IR-04 | Honda HI4R V8         | Dan Wheldon                                                   | 26  | 3   | 3   | 1*  | 3    | 13   | 1    | 9    | 13  | 18  | 3   | 3   | 3    | 1    | 4   | 3   | 3   |     |     |     | 2.º  | 533    |
| 2004 | Dallara IR-04 | Honda HI4R V8         | Dario Franchitti                                              | 27  | 17  | 17  | 7   | 14   | 2    | 12*  | 4    | 20  | 1*  | 22  | 6   | 1*   | 3    | 20  | 6   | 15  |     |     |     | 6.º  | 409    |
| 2005 |               |                       |                                                               |     | HMS | PHX | STP | MOT  | INDY | TXS  | RIR  | KAN | NSH | MIL | MCH | KTY  | PPIR | SNM | CHI | WGL | FON |     |     |      |        |
| 2005 | Dallara IR-05 | Honda HI5R V8         | Bryan Herta                                                   | 7   | 14  | 7   | 4   | 5    | 3    | 10   | 8    | 15  | 22  | 6   | 1*  | 19   | 12   | 13  | 14  | 8   | 11  |     |     | 8.º  | 397    |
| 2005 | Dallara IR-05 | Honda HI5R V8         | Tony Kanaan                                                   | 11  | 3   | 3   | 2   | 6    | 8    | 3    | 19   | 1   | 19* | 4   | 4   | 20   | 3    | 1*  | 5   | 2   | 2   |     |     | 2.º  | 548    |
| 2005 | Dallara IR-05 | Honda HI5R V8         | Dan Wheldon                                                   | 26  | 1*  | 6*  | 1   | 1    | 1    | 6    | 5    | 2*  | 21  | 5   | 2   | 3*   | 1    | 18  | 1*  | 5   | 6   |     |     | 1.º  | 628    |
| 2005 | Dallara IR-05 | Honda HI5R V8         | Dario Franchitti                                              | 27  | 22  | 4   | 3   | 17*  | 6    | 8    | 2    | 4   | 1   | 2   | 8   | 18   | 7    | 8   | 12  | 3   | 1   |     |     | 4.º  | 498    |
| 2006 |               |                       |                                                               |     | HMS | STP | MOT | INDY | WGL  | TXS  | RIR  | KAN | NSH | MIL | MCH | KTY  | SNM  | CHI |     |     |     |     |     |      |        |
| 2006 | Dallara IR-05 | Honda HI6R V8         | Michael Andretti                                              | 1   |     |     |     | 3    |      |      |      |     |     |     |     |      |      |     |     |     |     |     |     | 24.º | 35     |
| 2006 | Dallara IR-05 | Honda HI6R V8         | Bryan Herta                                                   | 7   | 13  | 4   | 6   | 20   | 13   | 11   | 6    | 13  | 11  | 7   | 11  | 10   | 10   | 15  |     |     |     |     |     | 11.º | 289    |
| 2006 | Dallara IR-05 | Honda HI6R V8         | Tony Kanaan                                                   | 11  | 11  | 3   | 3   | 5    | 11   | 7    | 18   | 5   | 12  | 1*  | 4   | 5    | 11   | 7   |     |     |     |     |     | 6.º  | 384    |
| 2006 | Dallara IR-05 | Honda HI6R V8         | Marco Andretti (R)                                            | 26  | 15  | 15  | 12  | 2    | 16   | 14   | 4    | 9   | 8   | 5   | 8   | 17   | 1    | 18  |     |     |     |     |     | 7.º  | 325    |
| 2006 | Dallara IR-05 | Honda HI6R V8         | Dario Franchitti                                              | 27  | 4   | 19  | 11  | 7    | 14   | 13   | 3    | 12  | 6   | 6   | 12  | 9    | 2    |     |     |     |     |     |     | 8.º  | 311    |
| 2006 | Dallara IR-05 | Honda HI6R V8         | A. J. Foyt IV                                                 | 27  |     |     |     |      |      |      |      |     |     |     |     |      |      | 14  |     |     |     |     |     | 26.º | 16     |
| 2007 |               |                       |                                                               |     | HMS | STP | MOT | KAN  | INDY | MIL  | TXS  | IOW | RIR | WGL | NSH | MDO  | MCH  | KTY | SNM | DET | CHI |     |     |      |        |
| 2007 | Dallara IR-05 | Honda HI7R V8         | Danica Patrick                                                | 7   | 14  | 8   | 11  | 7    | 8    | 8    | 3    | 13  | 6   | 11  | 3   | 5    | 7    | 16  | 6   | 2   | 11  |     |     | 7.º  | 424    |
| 2007 | Dallara IR-05 | Honda HI7R V8         | Tony Kanaan                                                   | 11  | 5   | 3   | 1   | 15   | 12*  | 1    | 2    | 16  | 4   | 4   | 18  | 4    | 1    | 1*  | 4   | 1   | 6   |     |     | 3.º  | 576    |
| 2007 | Dallara IR-05 | Honda HI7R V8         | Marco Andretti                                                | 26  | 20  | 4   | 16  | 19   | 24   | 15   | 19   | 2   | 12  | 5   | 5   | 18   | 2    | 4   | 16  | 17  | 22  |     |     | 11.º | 350    |
| 2007 | Dallara IR-05 | Honda HI7R V8         | Dario Franchitti                                              | 27  | 7   | 5   | 3   | 2    | 1    | 2    | 4    | 1*  | 1*  | 3   | 2   | 2    | 13*  | 8   | 3*  | 6*  | 1   |     |     | 1.º  | 637    |
| 2007 | Dallara IR-05 | Honda HI7R V8         | Michael Andretti                                              | 39  |     |     |     |      | 13   |      |      |     |     |     |     |      |      |     |     |     |     |     |     | 27.º | 17     |
| 2008 |               |                       |                                                               |     | HMS | STP | MOT | LBH  | KAN  | INDY | MIL  | TXS | IOW | RIR | WGL | NSH  | MDO  | EDM | KTY | SNM | DET | CHI | SRF |      |        |
| 2008 | Dallara IR-05 | Honda HI7R V8         | Danica Patrick                                                | 7   | 6   | 10  | 1   |      | 19   | 22   | 9    | 10  | 6   | 6   | 14  | 5    | 12   | 18  | 11  | 5   | 16  | 10  | 18  | 6.º  | 379    |
| 2008 | Dallara IR-05 | Honda HI7R V8         | Tony Kanaan                                                   | 11  | 8   | 3   | 5   |      | 2    | 29   | 3    | 5   | 18  | 1*  | 3   | 4*   | 7    | 9   | 8   | 3   | 3   | 4   | 21  | 3.º  | 513    |
| 2008 | Dallara IR-05 | Honda HI7R V8         | Marco Andretti                                                | 26  | 2*  | 25  | 18  |      | 5    | 3    | 21   | 19  | 3   | 9   | 5   | 24   | 25   | 17  | 3   | 14  | 18  | 8   | 13  | 7.º  | 363    |
| 2008 | Dallara IR-05 | Honda HI7R V8         | Hideki Mutoh (R)                                              | 27  | 24  | 6   | 11  |      | 6    | 7    | 12   | 6   | 2   | 13  | 9   | 14   | 9    | 27  | 18  | 13  | 11  | 22  | 8   | 10.º | 346    |
| 2009 |               |                       |                                                               |     | STP | LBH | KAN | INDY | MIL  | TXS  | IOW  | RIR | WGL | TOR | EDM | KTY  | MDO  | SNM | CHI | MOT | HMS |     |     |      |        |
| 2009 | Dallara IR-05 | Honda HI7R V8         | Danica Patrick                                                | 7   | 19  | 4   | 5   | 3    | 5    | 6    | 9    | 5   | 11  | 6   | 11  | 8    | 19   | 16  | 12  | 6   | 19  |     |     | 5.º  | 393    |
| 2009 | Dallara IR-05 | Honda HI7R V8         | Tony Kanaan                                                   | 11  | 5   | 3   | 3   | 27   | 19   | 8    | 14   | 6   | 8   | 17  | 21  | 3    | 10   | 8   | 13  | 11  | 4   |     |     | 6.º  | 386    |
| 2009 | Dallara IR-05 | Honda HI7R V8         | Franck Montagny (R)                                           | 25  |     |     |     |      |      |      |      |     |     |     |     |      |      | 20  |     |     |     |     |     | 38.º | 12     |
| 2009 | Dallara IR-05 | Honda HI7R V8         | Marco Andretti                                                | 26  | 13  | 6   | 6   | 30   | 7    | 4    | 12   | 7   | 5   | 8   | 10  | 10   | 6    | 14  | 11  | 7   | 22  |     |     | 8.º  | 380    |
| 2009 | Dallara IR-05 | Honda HI7R V8         | Hideki Mutoh                                                  | 27  | 15  | 20  | 8   | 10   | 8    | 21   | 3    | 4   | 18  | 12  | 14  | 13   | 5    | 5   | 23  | 14  | 6   |     |     | 11.º | 353    |
| 2010 |               |                       |                                                               |     | SAO | STP | ALA | LBH  | KAN  | INDY | TXS  | IOW | WGL | TOR | EDM | MDO  | SNM  | CHI | KTY | MOT | HMS |     |     |      |        |
| 2010 | Dallara IR-05 | Honda HI7R V8         | Danica Patrick                                                | 7   | 15  | 7   | 19  | 16   | 11   | 6    | 2    | 10  | 20  | 6   | 15  | 21   | 16   | 14  | 9   | 5   | 2   |     |     | 10.º | 367    |
| 2010 | Dallara IR-05 | Honda HI7R V8         | Tony Kanaan                                                   | 11  | 10  | 10  | 8   | 5    | 3    | 11   | 6    | 1   | 21  | 4   | 12  | 17   | 7    | 5   | 4   | 7   | 3   |     |     | 6.º  | 453    |
| 2010 | Dallara IR-05 | Honda HI7R V8         | Marco Andretti                                                | 26  | 23  | 12  | 5*  | 14   | 13   | 3    | 3    | 15  | 13  | 8   | 11  | 9    | 12   | 3   | 6   | 11  | 7   |     |     | 8.º  | 392    |
| 2010 | Dallara IR-05 | Honda HI7R V8         | Adam Carroll (R)                                              | 27  |     |     |     |      |      |      |      |     | 16  |     |     | 19   |      |     |     |     |     |     |     | 34.º | 26     |
| 2010 | Dallara IR-05 | Honda HI7R V8         | Ryan Hunter-Reay                                              | 37  | 2   | 11  | 12  | 1*   | 5    | 18   | 7    | 8   | 7   | 3   | 5   | 10   | 8    | 4   | 21  | 9   | 11  |     |     | 7.º  | 445    |
| 2010 | Dallara IR-05 | Honda HI7R V8         | John Andretti                                                 | 43  |     |     |     |      | 9    | 30   |      |     |     |     |     |      |      |     |     |     |     |     |     | 32.º | 35     |
| 2011 |               |                       |                                                               |     | STP | ALA | LBH | SAO  | INDY | TXS  | TXS  | MIL | IOW | TOR | EDM | MDO  | NHM  | SNM | BAL | MOT | KTY | LSV |     |      |        |
| 2011 | Dallara IR-05 | Honda HI7R V8         | Danica Patrick                                                | 7   | 12  | 17  | 7   | 23   | 10   | 16   | 8    | 5   | 10  | 19  | 9   | 21   | 6    | 21  | 6   | 11  | 10  | C   |     | 10.º | 314    |
| 2011 | Dallara IR-05 | Honda HI7R V8         | Marco Andretti                                                | 26  | 24  | 4   | 26  | 14   | 9    | 13   | 6    | 13  | 1   | 4   | 14  | 7    | 24   | 24  | 25  | 3   | 27  | C   |     | 8.º  | 337    |
| 2011 | Dallara IR-05 | Honda HI7R V8         | Mike Conway                                                   | 27  | 23  | 22  | 1   | 6    | DNQ  | 24   | 17   | 12  | 24  | 22  | 8   | 26   | 25   | 16  | 23  | 9   | 18  | C   |     | 17.º | 260    |
| 2011 | Dallara IR-05 | Honda HI7R V8         | Ryan Hunter-Reay                                              | 28  | 21  | 14  | 23  | 18   | DNQ  | 19   | 9    | 26  | 8   | 3   | 7   | 3    | 1    | 10  | 8   | 24  | 5   | C   |     | 7.º  | 347    |
| 2011 | Dallara IR-05 | Honda HI7R V8         | John Andretti                                                 | 43  |     |     |     |      | 22   |      |      |     |     |     |     |      |      |     |     |     |     |     |     | 42.º | 16     |
| 2012 |               |                       |                                                               |     | STP | ALA | LBH | SAO  | INDY | DET  | TEX  | MIL | IOW | TOR | EDM | MDO  | SNM  | BAL | FON |     |     |     |     |      |        |
| 2012 | Dallara DW12  | Chevrolet IndyCar V6t | Sebastián Saavedra                                            | 17  |     |     |     |      | 26   |      |      |     |     |     |     |      | 15   |     | 21  |     |     |     |     | 27.º | 41     |
| 2012 | Dallara DW12  | Chevrolet IndyCar V6t | Ana Beatriz                                                   | 25  |     |     |     | 20   | 23   |      |      |     |     |     |     |      |      |     |     |     |     |     |     | 29.º | 28     |
| 2012 | Dallara DW12  | Chevrolet IndyCar V6t | Marco Andretti                                                | 26  | 14  | 11  | 25  | 14   | 24*  | 11   | 17   | 15  | 2   | 16  | 14  | 8    | 25   | 14  | 8   |     |     |     |     | 16.º | 278    |
| 2012 | Dallara DW12  | Chevrolet IndyCar V6t | James Hinchcliffe                                             | 27  | 4   | 6   | 3   | 6    | 6    | 21   | 4    | 3   | 17  | 22  | 12  | 5    | 26   | 15  | 13  |     |     |     |     | 8.º  | 353    |
| 2012 | Dallara DW12  | Chevrolet IndyCar V6t | Ryan Hunter-Reay                                              | 28  | 3   | 12  | 6   | 2    | 27   | 7    | 21   | 1*  | 1   | 1*  | 7   | 24   | 18   | 1   | 4   |     |     |     |     | 1.º  | 468    |
| 2013 |               |                       |                                                               |     | STP | ALA | LBH | SAO  | INDY | DET  | DET  | TXS | MIL | IOW | POC | TOR  | TOR  | MDO | SNM | BAL | HOU | HOU | FON |      |        |
| 2013 | Dallara DW12  | Chevrolet IndyCar V6t | Ryan Hunter-Reay                                              | 1   | 18  | 1*  | 24  | 11   | 3    | 2    | 18   | 2   | 1   | 2   | 20  | 18   | 19   | 5   | 6   | 20  | 20  | 21  | 9   | 7.º  | 469    |
| 2013 | Dallara DW12  | Chevrolet IndyCar V6t | E. J. Viso                                                    | 5   | 7   | 12  | 22  | 6    | 18   | 17   | 17   | 10  | 4   | 10  | 21  | 14   | 5    | 17  | 14  | 13  | 9   | 16  |     | 15.º | 340    |
| 2013 | Dallara DW12  | Chevrolet IndyCar V6t | Carlos Muñoz (R)                                              | 5   |     |     |     |      |      |      |      |     |     |     |     |      |      |     |     |     |     |     | 23  | 28.º | 74     |
| 2013 | Dallara DW12  | Chevrolet IndyCar V6t | Carlos Muñoz (R)                                              | 26  |     |     |     |      | 2    |      |      |     |     |     |     |      |      |     |     |     |     |     |     | 28.º | 74     |
| 2013 | Dallara DW12  | Chevrolet IndyCar V6t | Marco Andretti                                                | 25  | 3   | 7   | 7   | 3    | 4    | 20   | 6    | 5   | 20  | 9   | 10* | 4    | 9    | 9   | 4   | 10  | 13  | 20  | 7   | 5.º  | 484    |
| 2013 | Dallara DW12  | Chevrolet IndyCar V6t | James Hinchcliffe                                             | 27  | 1   | 26  | 26  | 1    | 21   | 15   | 19   | 9   | 5   | 1*  | 24  | 8    | 21   | 10  | 8   | 7   | 24  | 3   | 4   | 8.º  | 449    |
| 2014 |               |                       |                                                               |     | STP | LBH | ALA | IMS  | INDY | DET  | DET  | TXS | HOU | HOU | POC | IOW  | TOR  | TOR | MDO | MIL | SNM | FON |     |      |        |
| 2014 | Dallara DW12  | Honda HI14TT V6t      | Marco Andretti                                                | 25  | 22  | 8   | 2   | 14   | 3    | 10   | 16   | 22  | 8   | 9   | 9   | 18   | 16   | 8   | 22  | 13  | 8   | 11  |     | 9.º  | 463    |
| 2014 | Dallara DW12  | Honda HI14TT V6t      | Franck Montagny                                               | 26  |     |     |     | 22   |      |      |      |     |     |     |     |      |      |     |     |     |     |     |     | 36.º | 8      |
| 2014 | Dallara DW12  | Honda HI14TT V6t      | Kurt Busch (R)                                                | 26  |     |     |     |      | 6    |      |      |     |     |     |     |      |      |     |     |     |     |     |     | 25.º | 80     |
| 2014 | Dallara DW12  | Honda HI14TT V6t      | James Hinchcliffe                                             | 27  | 19  | 21  | 7   | 20   | 28   | 6    | 5    | 15  | 5*  | 14  | 12  | 6    | 8    | 18  | 3   | 19  | 12  | 5   |     | 12.º | 456    |
| 2014 | Dallara DW12  | Honda HI14TT V6t      | Ryan Hunter-Reay                                              | 28  | 2   | 20* | 1*  | 2    | 1*   | 16   | 19   | 19  | 7   | 6   | 18  | 1    | 21   | 14  | 10  | 21  | 2   | 16  |     | 6.º  | 563    |
| 2014 | Dallara DW12  | Honda HI14TT V6t      | Carlos Muñoz                                                  | 34  | 17  | 3   | 23  | 24   | 4    | 7    | 8    | 13  | 3   | 22  | 3   | 12   | 17   | 17  | 4   | 22  | 19  | 8   |     | 8.º  | 483    |
| 2015 |               |                       |                                                               |     | STP | NOL | LBH | ALA  | IMS  | INDY | DET  | DET | TXS | TOR | FON | MIL  | IOW  | MDO | POC | SNM |     |     |     |      |        |
| 2015 | Dallara DW12  | Honda HI15TT V6t      | Justin Wilson                                                 | 25  |     |     |     |      | 24   | 21   |      |     |     |     |     | 18   | 17   | 2   | 15† |     |     |     |     | 24.º | 108    |
| 2015 | Dallara DW12  | Honda HI15TT V6t      | Oriol Servià                                                  | 25  |     |     |     |      |      |      |      |     |     |     |     |      |      |     |     | 12  |     |     |     | 32.º | 46     |
| 2015 | Dallara DW12  | Honda HI15TT V6t      | Simona de Silvestro                                           | 25  | 18  | 4   |     |      |      |      |      |     |     |     |     |      |      |     |     |     |     |     |     | 30.º | 66     |
| 2015 | Dallara DW12  | Honda HI15TT V6t      | Simona de Silvestro                                           | 29  |     |     |     |      |      | 19   |      |     |     |     |     |      |      |     |     |     |     |     |     | 30.º | 66     |
| 2015 | Dallara DW12  | Honda HI15TT V6t      | Carlos Muñoz                                                  | 26  | 14  | 12  | 9   | 6    | 13   | 20   | 1    | 23  | 6   | 22  | 12  | 15   | 5    | 9   | 5   | 22  |     |     |     | 13.º | 349    |
| 2015 | Dallara DW12  | Honda HI15TT V6t      | Marco Andretti                                                | 27  | 10  | 13  | 8   | 10   | 16   | 6    | 2*   | 5   | 5   | 13  | 3   | 8    | 7    | 10  | 18  | 11  |     |     |     | 9.º  | 429    |
| 2015 | Dallara DW12  | Honda HI15TT V6t      | Ryan Hunter-Reay                                              | 28  | 7   | 19  | 13  | 5    | 11   | 15   | 13   | 8   | 18  | 19  | 15  | 13   | 1    | 7   | 1   | 2   |     |     |     | 6.º  | 436    |
| 2016 |               |                       |                                                               |     | STP | PHX | LBH | ALA  | IMS  | INDY | DET  | DET | ROA | IOW | TOR | MDO  | POC  | TXS | WGL | SNM |     |     |     |      |        |
| 2016 | Dallara DW12  | Honda HI16TT V6t      | Carlos Muñoz                                                  | 26  | 8   | 22  | 12  | 14   | 12   | 2    | 6    | 15  | 10  | 12  | 17  | 3    | 7    | 7   | 11  | 15  |     |     |     | 10.º | 432    |
| 2016 | Dallara DW12  | Honda HI16TT V6t      | Marco Andretti                                                | 27  | 15  | 13  | 19  | 12   | 15   | 13   | 16   | 9   | 12  | 14  | 10  | 13   | 12   | 12  | 12  | 8   |     |     |     | 16.º | 339    |
| 2016 | Dallara DW12  | Honda HI16TT V6t      | Ryan Hunter-Reay                                              | 28  | 3   | 10  | 18  | 11   | 9    | 24*  | 7    | 3   | 4   | 22  | 12  | 18   | 3    | 13  | 14  | 4   |     |     |     | 12.º | 428    |
| 2016 | Dallara DW12  | Honda HI16TT V6t      | Townsend Bell                                                 | 29  |     |     |     |      |      | 21   |      |     |     |     |     |      |      |     |     |     |     |     |     | 27.º | 55     |
| 2016 | Dallara DW12  | Honda HI16TT V6t      | Alexander Rossi (R)                                           | 98  | 12  | 14  | 20  | 15   | 10   | 1    | 10   | 12  | 15  | 6   | 16  | 14   | 20   | 11  | 8   | 5   |     |     |     | 11.º | 430    |
| 2017 |               |                       |                                                               |     | STP | LBH | ALA | PHX  | IMS  | INDY | DET  | DET | TXS | ROA | IOW | TOR  | MDO  | POC | GAT | WGL | SNM |     |     |      |        |
| 2017 | Dallara DW12  | Honda HI17TT V6t      | Takuma Satō                                                   | 26  | 5   | 18  | 9   | 16   | 12   | 1    | 8    | 4   | 10  | 19  | 16  | 16   | 5    | 13  | 19  | 19  | 20  |     |     | 8.º  | 441    |
| 2017 | Dallara DW12  | Honda HI17TT V6t      | Marco Andretti                                                | 27  | 7   | 20  | 21  | 18   | 16   | 8    | 12   | 13  | 6   | 18  | 17  | 4    | 12   | 11  | 14  | 16  | 7   |     |     | 12.º | 388    |
| 2017 | Dallara DW12  | Honda HI17TT V6t      | Ryan Hunter-Reay                                              | 28  | 4   | 17  | 11  | 13   | 3    | 27   | 13   | 17  | 19  | 14  | 3   | 6    | 8    | 8   | 15  | 3   | 8   |     |     | 9.º  | 421    |
| 2017 | Dallara DW12  | Honda HI17TT V6t      | Fernando Alonso (R)                                           | 29  |     |     |     |      |      | 24   |      |     |     |     |     |      |      |     |     |     |     |     |     | 29.º | 47     |
| 2017 | Dallara DW12  | Honda HI17TT V6t      | Jack Harvey(R)                                                | 50  |     |     |     |      |      | 31   |      |     |     |     |     |      |      |     |     |     |     |     |     | 28.º | 57     |
| 2017 | Dallara DW12  | Honda HI17TT V6t      | Alexander Rossi                                               | 98  | 11  | 19  | 5   | 15   | 8    | 7    | 5    | 7   | 22  | 13  | 11  | 2    | 6    | 3   | 6   | 1*  | 21  |     |     | 7.º  | 494    |
| 2018 |               |                       |                                                               |     | STP | PHX | LBH | ALA  | IMS  | INDY | DET  | DET | TXS | ROA | IOW | TOR  | MDO  | POC | GAT | POR | SNM |     |     |      |        |
| 2018 | Dallara DW12  | Honda HI18TT V6t      | Stefan Wilson (R)                                             | 25  |     |     |     |      |      | 15   |      |     |     |     |     |      |      |     |     |     |     |     |     | 34.º | 31     |
| 2018 | Dallara DW12  | Honda HI18TT V6t      | Zach Veach (R)                                                | 26  | 16  | 16  | 4   | 13   | 23   | 23   | 12   | 13  | 16  | 22  | 20  | 7    | 10   | 6   | 5   | 19  | 14  |     |     | 15.º | 313    |
| 2018 | Dallara DW12  | Honda HI18TT V6t      | Alexander Rossi                                               | 27  | 3   | 3   | 1*  | 11   | 5    | 4    | 3    | 12* | 3   | 16  | 9   | 8    | 1*   | 1*  | 2   | 8*  | 7   |     |     | 2.º  | 621    |
| 2018 | Dallara DW12  | Honda HI18TT V6t      | Ryan Hunter-Reay                                              | 28  | 5   | 5   | 20  | 2    | 18   | 5    | 2    | 1   | 5   | 2   | 19  | 16   | 7    | 18  | 20  | 2   | 1*  |     |     | 4.º  | 566    |
| 2018 | Dallara DW12  | Honda HI18TT V6t      | Carlos Muñoz                                                  | 29  |     |     |     |      |      | 7    |      |     |     |     |     |      |      |     |     |     |     |     |     | 25.º | 95     |
| 2018 | Dallara DW12  | Honda HI18TT V6t      | Marco Andretti                                                | 98  | 9   | 12  | 6   | 10   | 13   | 12   | 4    | 9   | 14  | 11  | 16  | 10   | 11   | 7   | 14  | 25  | 5   |     |     | 9.º  | 392    |
| 2019 |               |                       |                                                               |     | STP | COA | ALA | LBH  | IMS  | INDY | DET  | DET | TXS | ROA | TOR | IOW  | MDO  | POC | GAT | POR | LAG |     |     |      |        |
| 2019 | Dallara DW12  | Honda HI19TT V6t      | Conor Daly                                                    | 25  |     |     |     |      |      | 10   |      |     |     |     |     |      |      |     |     |     | 22  |     |     | 24.º | 149    |
| 2019 | Dallara DW12  | Honda HI19TT V6t      | Zach Veach                                                    | 26  | 14  | 22  | 12  | 17   | 12   | 29   | 8    | 8   | 20  | 18  | 13  | 7    | 21   | 13  | 14  | 22  | 18  |     |     | 18.º | 271    |
| 2019 | Dallara DW12  | Honda HI19TT V6t      | Alexander Rossi                                               | 27  | 5   | 9   | 5   | 1*   | 22   | 2    | 2    | 5   | 2   | 1*  | 3   | 6    | 5    | 18  | 13  | 3   | 6   |     |     | 3.º  | 608    |
| 2019 | Dallara DW12  | Honda HI19TT V6t      | Ryan Hunter-Reay                                              | 28  | 23  | 3   | 8   | 5    | 17   | 8    | 5    | 4   | 5*  | 11  | 16  | 17   | 3    | 19  | 8   | 18  | 10  |     |     | 8.º  | 420    |
| 2019 | Dallara DW12  | Honda HI19TT V6t      | Marco Andretti                                                | 98  | 13  | 6   | 14  | 13   | 13   | 26   | 16   | 6   | 10  | 23  | 10  | 21   | 15   | 15  | 10  | 13  | 14  |     |     | 16.º | 303    |
| 2020 |               |                       |                                                               |     | TXS | IMS | ROA | ROA  | IOW  | IOW  | INDY | GAT | GAT | MDO | MDO | IMS  | IMS  | STP |     |     |     |     |     |      |        |
| 2020 | Dallara DW12  | Honda HI20TT V6t      | Zach Veach                                                    | 26  | 4   | 14  | 16  | 16   | 23   | 20   | 15   | 21  | 22  | 20  | 17  |      |      |     |     |     |     |     |     | 21.º | 166    |
| 2020 | Dallara DW12  | Honda HI20TT V6t      | Alexander Rossi                                               | 27  | 15  | 25  | 19  | 3    | 6    | 8    | 27   | 22  | 14  | 3   | 2   | 2    | 3    | 21  |     |     |     |     |     | 9.º  | 317    |
| 2020 | Dallara DW12  | Honda HI20TT V6t      | Ryan Hunter-Reay                                              | 28  | 8   | 13  | 4   | 22   | 16   | 22   | 10   | 7   | 11  | 5   | 3   | 19   | 16   | 5   |     |     |     |     |     | 10.º | 315    |
| 2020 | Dallara DW12  | Honda HI20TT V6t      | James Hinchcliffe                                             | 29  | 18  | 11  |     |      |      |      | 7    |     |     |     |     | 14   | 13   | 14  |     |     |     |     |     | 23.º | 138    |
| 2020 | Dallara DW12  | Honda HI20TT V6t      | Andretti Harding Steinbrenner Autosport                       |     |     |     |     |      |      |      |      |     |     |     |     |      |      |     |     |     |     |     |     |      |        |
| 2020 | Dallara DW12  | Honda HI20TT V6t      | Colton Herta                                                  | 88  | 7   | 4   | 5   | 5    | 19   | 19   | 8    | 4   | 6   | 9   | 1*  | 4    | 2    | 11  |     |     |     |     |     | 3.º  | 421    |
| 2020 | Dallara DW12  | Honda HI20TT V6t      | Andretti Herta Autosport with Marco Andretti & Curb-Agajanian |     |     |     |     |      |      |      |      |     |     |     |     |      |      |     |     |     |     |     |     |      |        |
| 2020 | Dallara DW12  | Honda HI20TT V6t      | Marco Andretti                                                | 98  | 14  | 22  | 22  | 19   | 22   | 10   | 13   | 23  | 15  | 23  | 20  | 25   | 22   | 20  |     |     |     |     |     | 20.º | 176    |
| 2021 |               |                       |                                                               |     | ALA | STP | TXS | TXS  | IMS  | INDY | DET  | DET | ROA | MDO | NSH | IMS  | GAT  | POR | LAG | LBH |     |     |     |      |        |
| 2021 | Dallara DW12  | Honda HI21TT V6t      | Colton Herta                                                  | 26  | 22  | 1*  | 22  | 5    | 13   | 16   | 14   | 4   | 2   | 13  | 19* | 3    | 18   | 8   | 1*  | 1*  |     |     |     | 5.º  | 455    |
| 2021 | Dallara DW12  | Honda HI21TT V6t      | Alexander Rossi                                               | 27  | 9   | 21  | 8   | 20   | 7    | 29   | 7    | 13  | 7   | 5   | 17  | 4    | 17   | 2   | 25  | 6   |     |     |     | 10.º | 332    |
| 2021 | Dallara DW12  | Honda HI21TT V6t      | Ryan Hunter-Reay                                              | 28  | 24  | 14  | 16  | 10   | 12   | 22   | 21   | 11  | 13  | 24  | 4   | 18   | 7    | 15  | 11  | 23  |     |     |     | 17.º | 256    |
| 2021 | Dallara DW12  | Honda HI21TT V6t      | James Hinchcliffe                                             | 29  | 17  | 18  | 23  | 18   | 18   | 21   | 17   | 14  | 15  | 17  | 3   | 22   | 15   | 27  | 20  | 14  |     |     |     | 20.º | 220    |
| 2021 | Dallara DW12  | Honda HI21TT V6t      | Marco Andretti                                                | 98  |     |     |     |      |      | 19   |      |     |     |     |     |      |      |     |     |     |     |     |     | 35.º | 22     |
| 2022 |               |                       |                                                               |     | STP | TXS | LBH | ALA  | IMS  | INDY | DET  | ROA | MDO | TOR | IOW | IOW  | IMS  | NSH | GAT | POR | LAG |     |     |      |        |
| 2022 | Dallara DW12  | Honda HI22TT V6t      | Colton Herta                                                  | 26  | 4   | 12  | 23  | 10   | 1    | 30   | 8    | 5   | 15  | 2   | 24  | 12   | 24   | 5   | 11  | 6   | 11  |     |     | 10.º | 381    |
| 2022 | Dallara DW12  | Honda HI22TT V6t      | Alexander Rossi                                               | 27  | 20  | 27  | 8   | 9    | 11   | 5    | 2    | 3   | 19  | 23  | 13  | 18   | 1*   | 4   | 25  | 7   | 10  |     |     | 9.º  | 381    |
| 2022 | Dallara DW12  | Honda HI22TT V6t      | Romain Grosjean                                               | 28  | 5   | 26  | 2   | 7    | 17   | 31   | 17   | 4   | 21  | 16  | 7   | 9    | 16   | 16  | 13  | 19  | 7   |     |     | 13.º | 328    |
| 2022 | Dallara DW12  | Honda HI22TT V6t      | Devlin DeFrancesco (R)                                        | 29  | 22  | 24  | 25  | 17   | 21   | 20   | 18   | 18  | 17  | 18  | 17  | 15   | 18   | 22  | 12  | 16  | 15  |     |     | 23.º | 206    |
| 2022 | Dallara DW12  | Honda HI22TT V6t      | Marco Andretti                                                | 98  |     |     |     |      |      | 22   |      |     |     |     |     |      |      |     |     |     |     |     |     | 33.º | 17     |
| 2023 |               |                       |                                                               |     | STP | TXS | LBH | ALA  | IMS  | INDY | DET  | ROA | MDO | TOR | IOW | IOW  | NSH  | IMS | GAT | POR | LAG |     |     |      |        |
| 2023 | Dallara DW12  | Honda HI23TT V6t      | Colton Herta                                                  | 26  | 20  | 7   | 4   | 14   | 9    | 9    | 11   | 5   | 11  | 3   | 19  | 7    | 21   | 13  | 6   | 13  | 23  |     |     | 10.º | 356    |
| 2023 | Dallara DW12  | Honda HI23TT V6t      | Kyle Kirkwood                                                 | 27  | 15  | 27  | 1*  | 12   | 14   | 28   | 6    | 9   | 17  | 15  | 7   | 11   | 1*   | 9   | 15  | 10  | 25  |     |     | 11.º | 352    |
| 2023 | Dallara DW12  | Honda HI23TT V6t      | Romain Grosjean                                               | 28  | 18  | 14  | 2   | 2*   | 11   | 30   | 24   | 25  | 13  | 22  | 11  | 12   | 6    | 18  | 12  | 27  | 11  |     |     | 13.º | 296    |
| 2023 | Dallara DW12  | Honda HI23TT V6t      | Devlin DeFrancesco                                            | 29  | 25  | 23  | 16  | 23   | 17   | 13   | 12   | 23  | 14  | 23  | 22  | 21   | 26   | 19  | 19  | 17  | 22  |     |     | 22.º | 177    |
| 2023 | Dallara DW12  | Honda HI23TT V6t      | Marco Andretti                                                | 98  |     |     |     |      |      | 17   |      |     |     |     |     |      |      |     |     |     |     |     |     | 35.º | 13     |

### Fórmula E
(Clave) (negrita indica pole position) (cursiva indica vuelta rápida)

| Temp.                        | Chasis                 | Neu.               | N.º                | Pilotos                | 1                  | 2                  | 3                  | 4                  | 5                  | 6                  | 7                  | 8                  | 9                  | 10                 | 11                 | 12                 | 13                 | 14                 | 15                 | 16                 | Puntos             | Pos.               |
| Andretti Autosport           | Andretti Autosport     | Andretti Autosport | Andretti Autosport | Andretti Autosport     | Andretti Autosport | Andretti Autosport | Andretti Autosport | Andretti Autosport | Andretti Autosport | Andretti Autosport | Andretti Autosport | Andretti Autosport | Andretti Autosport | Andretti Autosport | Andretti Autosport | Andretti Autosport | Andretti Autosport | Andretti Autosport | Andretti Autosport | Andretti Autosport | Andretti Autosport | Andretti Autosport |
| ---------------------------- | ---------------------- | ------------------ | ------------------ | ---------------------- | ------------------ | ------------------ | ------------------ | ------------------ | ------------------ | ------------------ | ------------------ | ------------------ | ------------------ | ------------------ | ------------------ | ------------------ | ------------------ | ------------------ | ------------------ | ------------------ | ------------------ | ------------------ |
| 2014-15                      | Spark-Renault SRT 01E  | M                  |                    |                        | BEI                | PUT                | PDE                | BUE                | MIA                | LBH                | MCA                | BER                | MSC                | LON                | LON                |                    |                    |                    |                    |                    | 119                | 6.°                |
| 2014-15                      | Spark-Renault SRT 01E  | M                  | 27                 | Franck Montagny        | 2                  | DSQ                |                    |                    |                    |                    |                    |                    |                    |                    |                    |                    |                    |                    |                    |                    | 119                | 6.°                |
| 2014-15                      | Spark-Renault SRT 01E  | M                  | 27                 | Jean-Éric Vergne       |                    |                    | 14†                | 6                  | 18†                | 2*                 | Ret*               | 7                  | 4                  | 3                  | 16†                |                    |                    |                    |                    |                    | 119                | 6.°                |
| 2014-15                      | Spark-Renault SRT 01E  | M                  | 28                 | Charles Pic            | 4                  |                    |                    |                    |                    |                    |                    |                    |                    |                    |                    |                    |                    |                    |                    |                    | 119                | 6.°                |
| 2014-15                      | Spark-Renault SRT 01E  | M                  | 28                 | Matthew Brabham        |                    | 13                 | Ret                |                    |                    |                    |                    |                    |                    |                    |                    |                    |                    |                    |                    |                    | 119                | 6.°                |
| 2014-15                      | Spark-Renault SRT 01E  | M                  | 28                 | Marco Andretti         |                    |                    |                    | 12                 |                    |                    |                    |                    |                    |                    |                    |                    |                    |                    |                    |                    | 119                | 6.°                |
| 2014-15                      | Spark-Renault SRT 01E  | M                  | 28                 | Scott Speed            |                    |                    |                    |                    | 2                  | Ret                | 12                 | 13                 |                    |                    |                    |                    |                    |                    |                    |                    | 119                | 6.°                |
| 2014-15                      | Spark-Renault SRT 01E  | M                  | 28                 | Justin Wilson          |                    |                    |                    |                    |                    |                    |                    |                    | 10                 |                    |                    |                    |                    |                    |                    |                    | 119                | 6.°                |
| 2014-15                      | Spark-Renault SRT 01E  | M                  | 28                 | Simona de Silvestro    |                    |                    |                    |                    |                    |                    |                    |                    |                    | 11                 | 12                 |                    |                    |                    |                    |                    | 119                | 6.°                |
| Amlin Andretti               |                        |                    |                    |                        |                    |                    |                    |                    |                    |                    |                    |                    |                    |                    |                    |                    |                    |                    |                    |                    |                    |                    |
| 2015-16                      | Spark-Renault SRT 01E  | M                  |                    |                        | BEI                | PUT                | PDE                | BUE                | MEX                | LBH                | PAR                | BER                | LON                | LON                |                    |                    |                    |                    |                    |                    | 49                 | 7.°                |
| 2015-16                      | Spark-Renault SRT 01E  | M                  | 27                 | Robin Frijns           | 10                 | 3                  | 10                 | 8                  | 5                  | 15                 | 7                  | 6                  | Ret                | Ret                |                    |                    |                    |                    |                    |                    | 49                 | 7.°                |
| 2015-16                      | Spark-Renault SRT 01E  | M                  | 28                 | Simona de Silvestro    | Ret                | 13                 | 11                 | 14                 | 14                 | 9                  | 15                 | 9                  | 11                 | Ret                |                    |                    |                    |                    |                    |                    | 49                 | 7.°                |
| MS Amlin Andretti            |                        |                    |                    |                        |                    |                    |                    |                    |                    |                    |                    |                    |                    |                    |                    |                    |                    |                    |                    |                    |                    |                    |
| 2016-17                      | Spark-Andretti ATEC-02 | M                  |                    |                        | HNK                | MAR                | BUE                | MEX                | MON                | PAR                | BER                | BER                | NYC                | NYC                | MTL                | MTL                |                    |                    |                    |                    | 34                 | 7.°                |
| 2016-17                      | Spark-Andretti ATEC-02 | M                  | 27                 | Robin Frijns           | 6                  | 11                 | 14                 | 11                 | 12                 | 6                  | 17                 | 18                 | 9                  | 9                  | 8                  | 13                 |                    |                    |                    |                    | 34                 | 7.°                |
| 2016-17                      | Spark-Andretti ATEC-02 | M                  | 28                 | António Félix da Costa | 5                  | Ret                | 11                 | Ret                | 11                 | Ret                | 16                 | 11                 | 12                 | 15                 | 14                 | 15                 |                    |                    |                    |                    | 34                 | 7.°                |
| MS&AD Andretti Formula E     |                        |                    |                    |                        |                    |                    |                    |                    |                    |                    |                    |                    |                    |                    |                    |                    |                    |                    |                    |                    |                    |                    |
| 2017-18                      | Spark-Andretti ATEC-03 | M                  |                    |                        | HKG                | HKG                | MAR                | SAN                | MEX                | PDE                | ROM                | PAR                | BER                | ZUR                | NYC                | NYC                |                    |                    |                    |                    | 24                 | 10.°               |
| 2017-18                      | Spark-Andretti ATEC-03 | M                  | 27                 | Kamui Kobayashi        | 15                 | 17                 |                    |                    |                    |                    |                    |                    |                    |                    |                    |                    |                    |                    |                    |                    | 24                 | 10.°               |
| 2017-18                      | Spark-Andretti ATEC-03 | M                  | 27                 | Tom Blomqvist          |                    |                    | 8                  | 11                 | 15                 | 16                 | 15                 | Ret                |                    |                    |                    |                    |                    |                    |                    |                    | 24                 | 10.°               |
| 2017-18                      | Spark-Andretti ATEC-03 | M                  | 27                 | Stéphane Sarrazin      |                    |                    |                    |                    |                    |                    |                    |                    | 20                 | 14                 | 12                 | 12                 |                    |                    |                    |                    | 24                 | 10.°               |
| 2017-18                      | Spark-Andretti ATEC-03 | M                  | 28                 | António Félix da Costa | 6                  | 11                 | 14                 | 9                  | 7                  | 11                 | 11                 | Ret                | 15                 | 8                  | 11                 | 15                 |                    |                    |                    |                    | 24                 | 10.°               |
| BMW i Andretti Motorsport    |                        |                    |                    |                        |                    |                    |                    |                    |                    |                    |                    |                    |                    |                    |                    |                    |                    |                    |                    |                    |                    |                    |
| 2018-19                      | Spark-BMW IFE.18       | M                  |                    |                        | ALD                | MAR                | SAN                | MEX                | HKG                | SNY                | ROM                | PAR                | MON                | BER                | BRN                | NYC                | NYC                |                    |                    |                    | 156                | 5.°                |
| 2018-19                      | Spark-BMW IFE.18       | M                  | 27                 | Alexander Sims         | 18                 | 4                  | 7                  | 14                 | Ret                | Ret                | 17                 | Ret                | 13                 | 7                  | 11                 | 4                  | 2                  |                    |                    |                    | 156                | 5.°                |
| 2018-19                      | Spark-BMW IFE.18       | M                  | 28                 | António Félix da Costa | 1                  | Ret                | Ret                | 2                  | 10                 | 3                  | 9                  | 7                  | DSQ                | 4                  | 12                 | 3                  | 9                  |                    |                    |                    | 156                | 5.°                |
| 2019-20                      | Spark-BMW IFE.18       | M                  |                    |                        | DIR                | DIR                | SCL                | MEX                | MRK                | BER                | BER                | BER                | BER                | BER                | BER                |                    |                    |                    |                    |                    | 118                | 5.°                |
| 2019-20                      | Spark-BMW IFE.18       | M                  | 27                 | Alexander Sims         | 8                  | 1                  | Ret                | 5                  | Ret                | 9                  | 19                 | 10                 | 13                 | 11                 | 13                 |                    |                    |                    |                    |                    | 118                | 5.°                |
| 2019-20                      | Spark-BMW IFE.18       | M                  | 28                 | Maximilian Günther     | 18                 | 11                 | 1                  | 11                 | 2                  | DSQ                | Ret                | 1                  | Ret                | Ret                | 12                 |                    |                    |                    |                    |                    | 118                | 5.°                |
| 2020-21                      | Spark-BMW IFE.18       | M                  |                    |                        | DIR                | DIR                | ROM                | ROM                | VAL                | VAL                | MON                | PUE                | PUE                | NYC                | NYC                | LON                | LON                | BER                | BER                |                    | 157                | 6.°                |
| 2020-21                      | Spark-BMW IFE.18       | M                  | 27                 | Jake Dennis            | 12*                | Ret                | Ret                | 13                 | 8                  | 1G                 | 16                 | 5                  | 5G                 | Ret                | 16                 | 1                  | 9                  | 5                  | Ret                |                    | 157                | 6.°                |
| 2020-21                      | Spark-BMW IFE.18       | M                  | 28                 | Maximilian Günther     | Ret                | Ret                | 9                  | 5                  | Ret                | 12                 | 5                  | 12                 | 7                  | 1                  | 10                 | 18                 | 6                  | 8                  | 15                 |                    | 157                | 6.°                |
| Avalanche Andretti Formula E |                        |                    |                    |                        |                    |                    |                    |                    |                    |                    |                    |                    |                    |                    |                    |                    |                    |                    |                    |                    |                    |                    |
| 2021-22                      | Spark-BMW IFE.21       | M                  |                    |                        | DIR                | DIR                | MEX                | ROM                | ROM                | MON                | BER                | BER                | YAK                | MAR                | NYC                | NYC                | LON                | LON                | SEÚ                | SEÚ                | 150                | 6.°                |
| 2021-22                      | Spark-BMW IFE.21       | M                  | 27                 | Jake Dennis            | 3                  | 5                  | 10                 | 13                 | Ret                | 9                  | 13                 | 13                 | 6                  | 7                  | 10                 | 8                  | 1                  | 2                  | 4                  | 3                  | 150                | 6.°                |
| 2021-22                      | Spark-BMW IFE.21       | M                  | 28                 | Oliver Askew           | 9                  | 11                 | 17                 | 14                 | 15                 | 15                 | 15                 | 15                 | 13                 | 11                 | 19                 | Ret                | 4                  | Ret                | Ret                | 5                  | 150                | 6.°                |
| 2022-23                      | Porsche 99X Electric   | H                  |                    |                        | MEX                | DIR                | DIR                | HYD                | CAB                | SÃO                | BER                | BER                | MON                | YAK                | YAK                | PRT                | ROM                | ROM                | LON                | LON                | 252                | 3.º                |
| 2022-23                      | Porsche 99X Electric   | H                  | 27                 | Jake Dennis            | 1                  | 2                  | 2                  | 16                 | 13                 | Ret                | 18                 | 2                  | 3                  | 2                  | 2                  | 2                  | 4                  | 1                  | 2                  | 3                  | 252                | 3.º                |
| 2022-23                      | Porsche 99X Electric   | H                  | 36                 | André Lotterer         | 4                  | 9                  | 12                 | 9                  | 9                  | 12                 | 8                  | 21                 | Ret                |                    |                    | 19                 | Ret                | Ret                | 13                 | 21                 | 252                | 3.º                |
| 2022-23                      | Porsche 99X Electric   | H                  | 36                 | David Beckmann         |                    |                    |                    |                    |                    |                    |                    |                    |                    | 16                 | Ret                |                    |                    |                    |                    |                    | 252                | 3.º                |
| Fuente:                      |                        |                    |                    |                        |                    |                    |                    |                    |                    |                    |                    |                    |                    |                    |                    |                    |                    |                    |                    |                    |                    |                    |